# Хогг, Грэм
Грэм Джеймс Хогг (англ. Graeme James Hogg; род. 17 июня 1964 года, Абердин) — шотландский футболист, выступавший на позиции защитника.

## Клубная карьера
Уроженец Абердина, Джеймс Хогг перешёл в футбольную академию «Манчестер Юнайтед» в 1980 году. 17 июля 1982 года подписал первый в своей карьере профессиональный контракт. За основной состав «Юнайтед» дебютировал 7 января 1984 года в матче Кубка Англии против «Борнмута». 7 февраля 1984 года в матче против «Бирмингем Сити» забил свой первый и единственный гол за «Манчестер Юнайтед». За пять сезонов в основном составе манчестерского клуба сыграл 110 матчей и забил 1 гол.
В августе 1988 года за £150 000 перешёл в «Портсмут», за который выступал на протяжении трёх сезонов. В августе 1991 года перешёл в шотландский клуб «Харт оф Мидлотиан». В период выступлений за «Хартс» в предсезонном товарищеском матче вступил в перепалку с одноклубником Крейгом Левейном, в которой Левейн сломал Хоггу нос. Оба игрока получили дисквалификации: Левейн удостоился 14 матчей, а Хогг пропустил 10 матчей.
В январе 1995 года перешёл в английский «Ноттс Каунти», за который выступал до 1998 года. В 1998 году перешёл в «Брентфорд», где и завершил карьеру по окончании сезона.

## Достижения
Манчестер Юнайтед
- Обладатель Кубка Англии: 1985

Ноттс Каунти
- Обладатель Англо-итальянского кубка: 1995